# Kristina Menissov
Kristina Menissov – kazachsko-etiopska modelka i piosenkarka mieszkająca w Stanach Zjednoczonych.

## Życiorys
Urodziła się w Ałmaty. Od połowy 2010 roku mieszkała w Stanach Zjednoczonych. W 2017 roku rozpoczęła karierę jako profesjonalna modelka. Od tego czasu pojawiała się na stronach lub okładkach magazynów takich jak Elle, Glamour, Harper’s Bazaar i Vogue (w tym ostatnim dzieląc okładkę z kazachską modelką i aktorką Zariną Yeva). Brała udział w kampaniach dla marek i projektantów, takich jak Chopard, Cartier, Michael Costello, Balmain, Roberto Cavalli, Yves Saint Laurent, Michael Ngo, Nia Lynn i Jovani Dresses. Chodziła po wybiegach na tygodniach mody w Miami i Los Angeles.
W 2018 roku Menissov wystąpiła jako gość w talk show Models Talk, a dwa lata później zagrała w teledysku do piosenki „Ibiza” amerykańskiego rapera Tygi.
W lipcu 2020 roku we współpracy z producentem Andrew Lane'em wydała swój pierwszy popowy singiel zatytułowany „Taking Over LA”. W kwietniu 2021 roku nagrała z włoską piosenkarką i DJ-ką Marzią Dorlando elektroniczną piosenkę „Breakout”, a rok później magazyn Glamour ogłosił, że pracuje nad nowym singlem z modelką i piosenkarką Darianą Dali, w ramach produkcji Lane. Menissov nagrała także inne muzyczne kolaboracje z takimi artystami jak DJ Umberto i Gipsy Kings.